# Diplospora schmidtii
Diplospora schmidtii là một loài thực vật có hoa trong họ Thiến thảo. Loài này được (K.Schum.) Craib mô tả khoa học đầu tiên năm 1932.